# Municipio de Fairgrove
El municipio de Fairgrove (en inglés: Fairgrove Township) es un municipio ubicado en el condado de Tuscola en el estado estadounidense de Míchigan. En el año 2010 tenía una población de 1579 habitantes y una densidad poblacional de 17,26 personas por km².

## Geografía
El municipio de Fairgrove se encuentra ubicado en las coordenadas 43°30′59″N 83°31′6″O / 43.51639, -83.51833. Según la Oficina del Censo de los Estados Unidos, el municipio tiene una superficie total de 91.47 km², de la cual 91,34 km² corresponden a tierra firme y (0,15 %) 0,14 km² es agua.

## Demografía
Según el censo de 2010, había 1579 personas residiendo en el municipio de Fairgrove. La densidad de población era de 17,26 hab./km². De los 1579 habitantes, el municipio de Fairgrove estaba compuesto por el 96,39 % blancos, el 0,57 % eran afroamericanos, el 0,57 % eran amerindios, el 0,06 % eran asiáticos, el 0,76 % eran de otras razas y el 1,65 % eran de una mezcla de razas. Del total de la población el 4,37 % eran hispanos o latinos de cualquier raza.